# بوسابول

ملعب بوسابول

بوسابول هي لعبة رياضية اخترعت في إسبانيا عن طريق فيليب ايك مان والذي طور هذا المفهوم ما بين عامي 2003 و 2005.
وهذه اللعبة مشابه للعبة كرة الطائرة، لكنها تشمل أيضا عناصر كرة القدم، والجمباز، وكابويرا. كل جانب من الملعب يحتوي على الترامبولين متكاملة، مما يسمح للاعبين بالقفز لأماكن مرتفعة بما يكفي لضرب الكرة
أندية بوسابول موجودة في مختلف البلدان بما فيها البرازيل, ألمانيا, هولندا, إسبانيا, البرتغال, رومانيا, سنغافورة، الكويت، الإكوادور والمملكة العربية السعودية.
الفرق الأكثر شهرة هي إسبانيا والبرازيل. الذين يجولون في جميع أنحاء العالم مما مقيمين عروضا ترويجيا لهذه اللعبة.

## اللعب

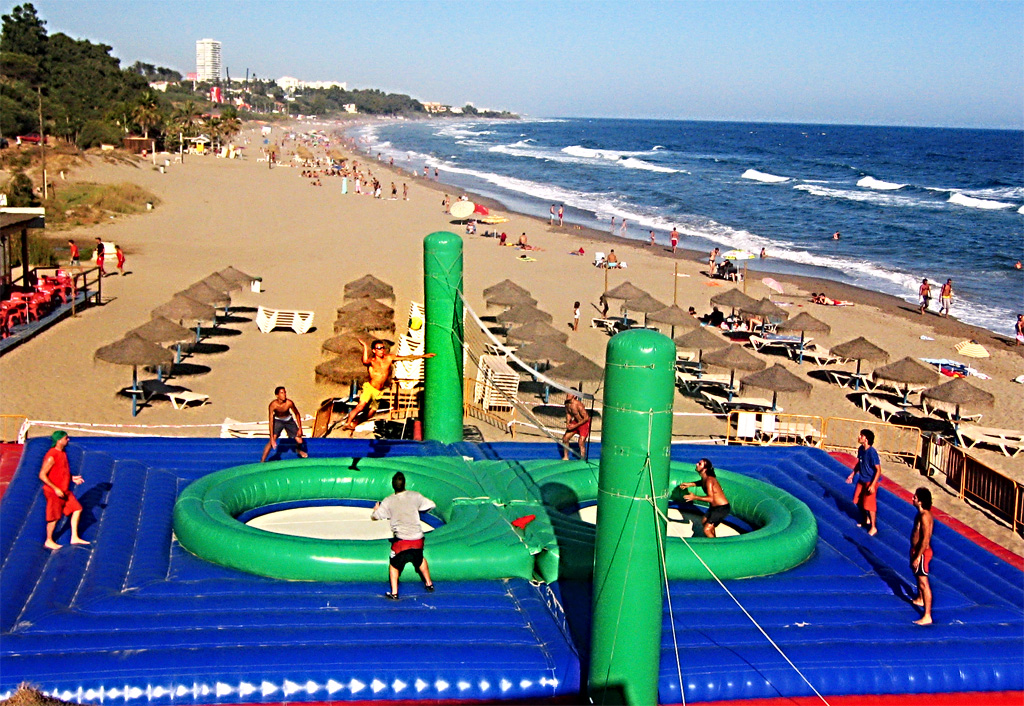
ملعب بوسابول

كل فريق يتكون من 3 إلى 5 لاعبين. يتم وضع لاعب واحد (المهاجم) في الترامبولين، وغيره من اللاعبين على المطاطية أو حولها. وهناك لاعب من الفريق (المرسل) والذي مهمته رمي أو ركل الكرة في الهواء ومحاولات لضرب الكرة بحيث تمر فوق الشبكة على مسار من النوع الذي ستحط في ملعب الفريق المنافس. يجب على الفريق المنافس استخدام مزيج من ما لا يزيد عن 6 نقلات مع الكرة وذلك لإعادتها لشبكة الفريق المنافس. ويمكن ممارسة هذه النقلات باستخدام أي جزء من الجسم كحد أقصى. نقلتين متتالية مع الرأس أو القدمين، وواحدة كحد أقصى تلمس مع اليدين.

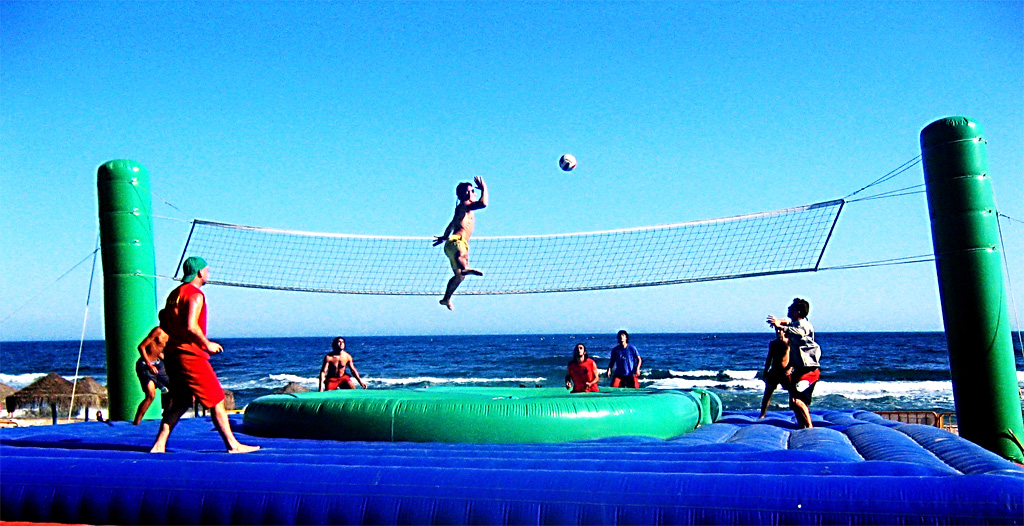
مهاجم وصل إلى قمة الارتفاع

خلال تجمع الفريق يتم قذف الكرة للأعلى في حين أن المهاجم يقفز على الترامبولين من اجل الحصول على الارتفاع المناسب. يبدأ الهجوم عندما يستهدف واحدا من اللاعبين الفريق مسار الكرة نحو بقعة في الهواء، حيث يمكن للمهاجم القافز في الهواء من ضرب الكرة وإرجاعها فوق الشبكة.

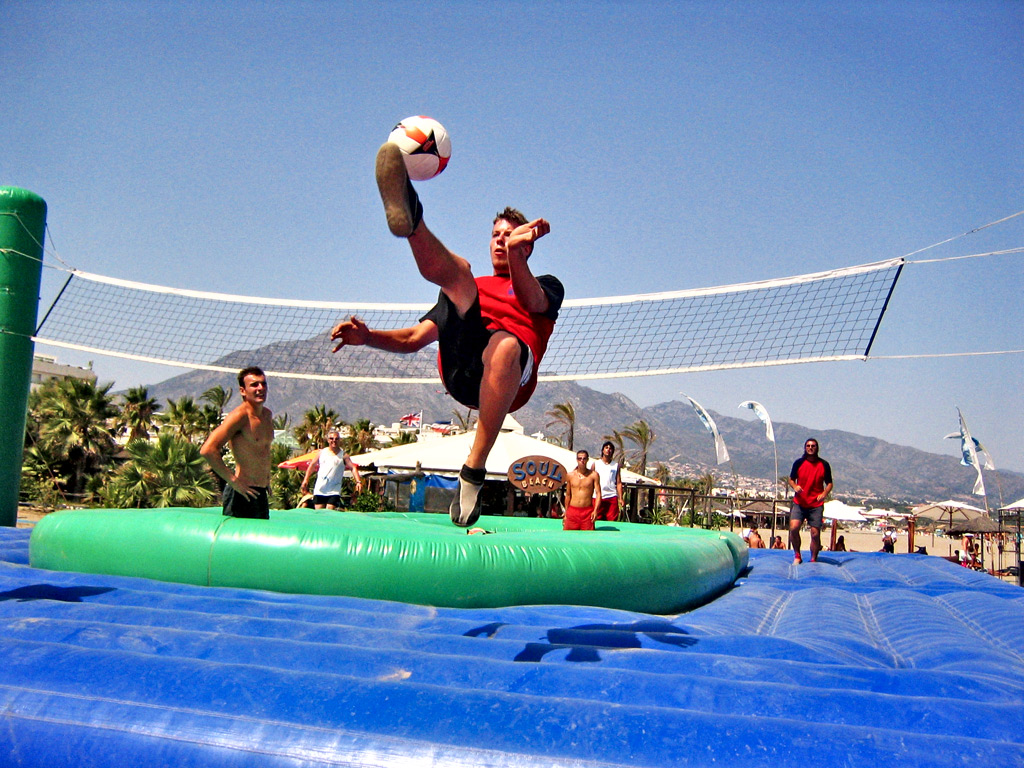
ركل الكرة بالقدم

والفريق الذي بحيازته الكرة ويحاول ضربها يكون هو الفريق المهاجم. والفريق المدافع هو الذي يحاول لمنع المهاجم من توجيه الكرة في ملعبهم : اللاعبون الذين على الشبكة يحاولون القفز والوصول إلى من أجل من الهجوم. إذا ضربت الكرة فوق أو حول حاى ط الصد الدفاعي، على فريق المدافعين محاولة السيطرة على الكره في حركة عادة ما تسمى الحفرة وهي ما تسمى بمسكة الذراع الكرة بقوة. وبعد صد الكره ينتقل الفريق إلى حالة الهجوم تستمر اللعبة على هذا النحو، ذهابا وإيابا، حتى تلمس الكرة ارض الملعب داخل مناطق التهديف.

## النقاط
عندما تلمس الكرة الأرض (قاع الترمبوليون أو الجوانب المطاطية) في داخل حدود الملعب، يمنح للفريق على الجانب الآخر هدف. يتم تعيين ثلاث نقاط لتسجيله على الترامبولين. يتم تعيين نقطة واحدة عن التهديف على جوانب المطاطية، ما عدا الجدار البوسابول الذي هو يتكون من حلقه حول الترامبولين. فإذا لمست الكرة الجدار بوسابول تستمر اللعبة
والفريق الذي يسجل نقطه يحصل على الإرسال للنقطه القادمة. إذا كان الفريق الذي احرز النقطة السابقة ارسل، نفس اللاعب يقوم بالإرسال مرة أخرى. إذا كان الفريق الذي لم يحرز النقطة السابقة، يتناوب لاعبين الفريق في الأماكن بينهم في الملعب بطريقة عقارب الساعة. وتستمر اللعبة، مع الفريق الأول الذي يسجل 25 نقطة ويكون متقدما بفارق نقطتين وتمنح له المجموعة. وتتكون اللعبة الواحدة من ثلاث مجموعات.